# Власов (Белгородская область)
Власов — хутор в Алексеевском районе (городском округе, с 2018) Белгородской области, входит в состав Хрещатовского сельского поселения.

## Описание
Расположен в восточной части области, в 21 км к юго-западу от районного центра, города Алексеевки. 
| 1859 | 1897 | 2002 | 2010 |
| ---- | ---- | ---- | ---- |
| 871  | ↗901 | ↘171 | ↗173 |

Улицы и переулки
| - ул. Мирная - ул. Молодежная |

## История
Упоминается в Памятной книжке Воронежской губернии за 1887 год как "хуторъ Власовъ" Наголенской волости Бирюченского уезда. Число жителей обоего пола — 817, число дворов — 126.